# Леонівська сільська рада
| Леонівська сільська рада — колишній орган місцевого самоврядування у Кагарлицькому районі Київської області з адміністративним центром у с. Леонівка. Історична дата утворення: в 1920 році. Сільській раді підпорядковані населені пункти: - с. Леонівка - с. Антонівка |

## Склад ради
Рада складалася з 14 депутатів та голови.

### Керівний склад ради
| ПІБ                      | Основні відомості                                                         | Дата обрання | Дата звільнення |
| ------------------------ | ------------------------------------------------------------------------- | ------------ | --------------- |
| Владіміров Іван Петрович | Сільський голова, 1959 року народження, освіта, член народної партії      | 26.03.2006   | 31.10.2010      |
| Владимиров Іван Петрович | Сільський голова, 1959 року народження, освіта вища, член Партії регіонів | 31.10.2010   |                 |

Примітка: таблиця складена за даними джерела